# Lettowianthus
Lettowianthus is een geslacht uit de familie Annonaceae. Het geslacht telt een soort die voorkomt in Tanzania.

## Soorten
- Lettowianthus stellatus Diels